# オスカル・ラミレス
オスカル・ラミレス（Óscar Antonio Ramírez Hernández、1964年12月8日 - ）は、コスタリカの元サッカー選手。元コスタリカ代表。ポジションはミッドフィールダー。

## 経歴

### クラブ
1980年代初頭から1990年代初頭までLDアラフエレンセでプレー、プリメーラ・ディビシオンで4度優勝している。また1986年にはCONCACAFチャンピオンズリーグでも優勝した。
1993年からは主にデポルティーボ・サプリサでプレー、3度のリーグ優勝をした。

### 代表
1985年にコスタリカ代表でデビュー。1990年にはコスタリカにとって初となるFIFAワールドカップに出場、ベスト16となった。翌1991年には第1回CONCACAFゴールドカップに出場、ベスト16となった。1997年までに73試合に出場、6得点をあげた。

## 代表歴

### 出場大会
- コスタリカ代表
  - 1990 FIFAワールドカップ

### 試合数
- 国際Aマッチ 73試合 6得点（1985年-1997年）[1]

| コスタリカ代表 | 国際Aマッチ | 国際Aマッチ |
| 年             | 出場        | 得点        |
| -------------- | ----------- | ----------- |
| 1985           | 10          | 1           |
| 1986           | 0           | 0           |
| 1987           | 0           | 0           |
| 1988           | 4           | 0           |
| 1989           | 4           | 0           |
| 1990           | 8           | 0           |
| 1991           | 10          | 0           |
| 1992           | 12          | 2           |
| 1993           | 0           | 0           |
| 1994           | 0           | 0           |
| 1995           | 1           | 0           |
| 1996           | 14          | 0           |
| 1997           | 10          | 3           |
| 通算           | 73          | 6           |